# 鷲尾順敬

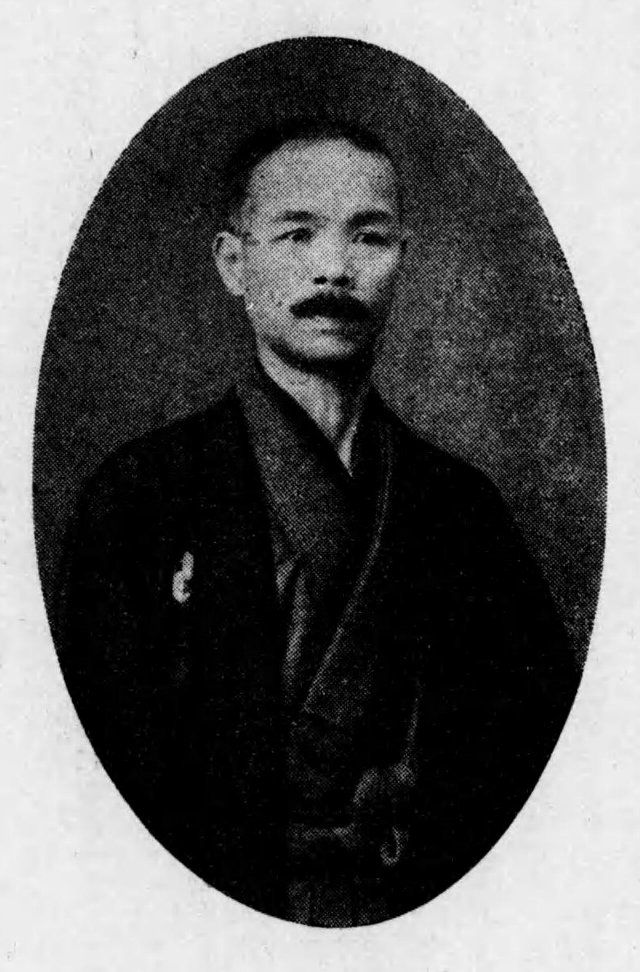
鷲尾順敬

鷲尾 順敬（わしお じゅんきょう、慶応4年3月18日（1868年4月10日） - 昭和16年（1941年）1月13日）は、摂津国（大阪府）出身の仏教史学者。
東洋大学卒業後、曹洞宗大学林、その後身の駒澤大学、東洋大学にて教授。明治25年（1892年）、境野黄洋、村上専精と協力して溯源窟を興し『仏教史林』を刊行。

## 主編著
- 『日本仏教史の研究』
- 『仏教史林』

### 単著
- 『禅宗史要』鴻盟社 1902 曹洞宗青年夏期講習会講演集
- 『日本仏家人名辞書』光融館 1903
- 『鎌倉武士と禅』日本学術普及会 1916
- 『日本仏教の大勢と興教大師』豊山派宗務所教学部編 新興社 1920
- 『仏教と国民思想』国史講習会 1922
- 『仏教信仰実話全集』第14巻 婦人篇 第20巻 皇室篇 大東出版社 1930-1932
- 『日本宗教者列伝』東方書院 1935 日本宗教講座
- 『皇室と仏教』大東出版社 1937
- 『日本佛教文化史研究』冨山房 1938
- 『藍山全集』第1巻 (日本禅宗史の研究)』教典出版 1945
- 『日本禅宗史の研究』金尾文淵堂 1947

### 編纂・共著・校訂
- 『近世高僧年表』編 仏教学会 1900
- 『玉鳳煥采』編 妙心寺 1910
- 『国文東方仏教叢書』 全10巻 国文東方仏教叢書刊行会 1925-1926 のち名著普及会
- 『明治維新神仏分離史料』村上専精、辻善之助共編 東方書院 1928 のち名著出版
- 『史劇親鸞聖人』草案 竹柴金作脚色 大鳳閣書房 1929
- 『仏教風俗灌仏会』第1編 山喜房 1929
- 『日本思想鬪諍史料』全10巻 東方書院 1930 のち名著刊行会
- 『建撕記』永福面山訂補 校訂 東方書院 1931
- 『弘法大師伝 絵入 弘法大師行状記』校訂 東方書院 1931
- 『国文東方仏教叢書』第2輯 全9巻 東方書院 1927-1931
- 『三世の光 釈尊八相の図』校訂 東方書院 1931
- 『日蓮上人伝 絵入 註画讃』校訂 東方書院 1931
- 『本願寺聖人親鸞伝絵・蓮如上人御一生記絵抄』校訂 東方書院 1931
- 『日本仏教図像選』東方書院 1933
- 『写経実習帖』編修 大日本写経会 1935
- 『太平記 西源院本』校訂 西源院本太平記刊行会 1936

## 論文
- CiNii 鷲尾順敬